# 日橋川

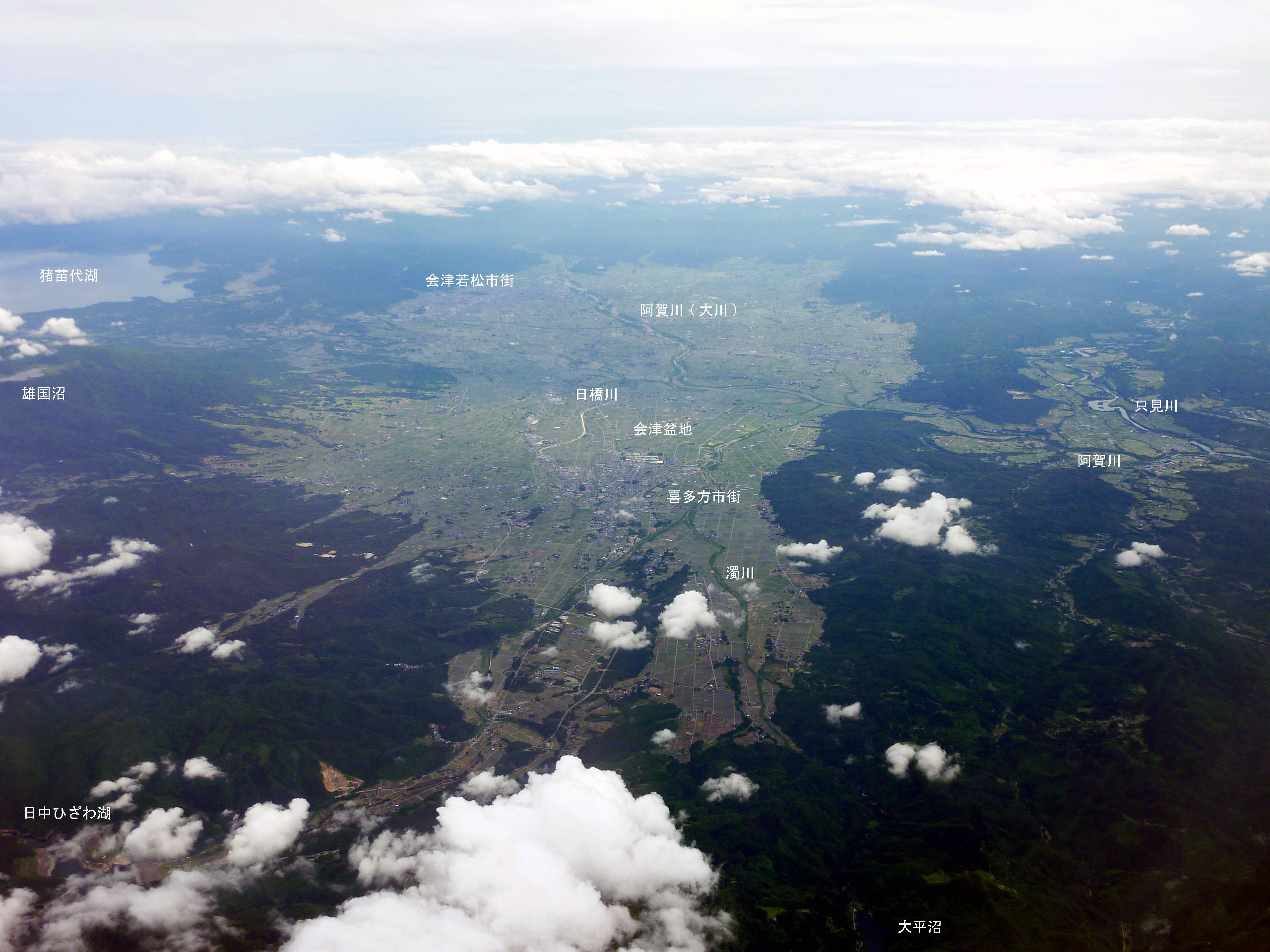
高空より見る会津盆地を流れる日橋川（2010年6月15日）

日橋川（にっぱしがわ）は、福島県の中央部にある猪苗代湖から会津盆地へ流れる阿賀野川水系の一級河川である。堂島川（どうじまがわ）とも呼ばれる。

## 地理
十六橋水門（じゅうろっきょうすいもん）を経て磐梯山の岩屑なだれ地帯（翁島泥流）を北西方向へ刻み下りながら会津地方の東部を潤し、盆地中央部の喜多方市塩川町会知地区で阿賀川（大川）に合流する。上流では山地などの中を流れるほか、下流の会津盆地内では水田や畑地などの農地が広がる地域を流れる。猪苗代湖を含め、すべて一級河川に指定されている。

## 河川施設
十六橋水門
- 猪苗代湖ダム化を目的とした安積疏水事業の一環として整備された水門である。

## 利水
猪苗代湖と会津盆地の間には 300 m を越える落差があり急流となっている。その大きな落差を利用した水力発電所が古くから設けられ、6ヶ所で稼動している。上流から、猪苗代第一・猪苗代第二・猪苗代第三・日橋川・猪苗代第四・金川の6発電所があり、現在東京電力により管理されている。総発電量は 16万 kWに及び、その豊富な電力を利用したアルミ製品、金属工業などの近代工業の工場が古くから稼動している（阿賀野川#猪苗代発電所を参照）。
夏には昼のいかだ下り大会と夜の花火大会が楽しめる「日橋川 川の祭典・花火大会」が開催されている。花火大会は会津一ともいわれている。秋には「会津塩川バルーンフェスティバル」が日橋川河川敷で開かれている。

## 支流
- 大谷川
- 大塩川
- 溷川
  - 旧湯川

## 本河川に架かる橋梁
以下に、本河川に架かる橋梁を記す。特記の無い橋梁に付いては、市道または町道。
- 金の橋・銀の橋（国道49号）
- 十六橋
- 更科橋（東京電力猪苗代第一発電所構内）
- 日橋川橋（磐越自動車道）
- 取上橋（東京電力猪苗代第二発電所構内）
- 日橋川橋
- 新日橋川橋（福島県道64号会津若松裏磐梯線）
- 第一日橋川橋梁（JR磐越西線）
- 新橋（福島県道337号喜多方河東線）
- 切立橋（旧・広田専用軌道）
- 堂島橋（福島県道69号北山会津若松線）
- 東大橋（国道121号）
- 南大橋（福島県道326号浜崎高野会津若松線）
- 第二日橋川橋梁（JR磐越西線）
- 日橋川橋（会津縦貫北道路）
- 山王橋（福島県道127号会津坂下塩川線）